# Elecciones legislativas de Estados Unidos de 2006
El 6 de noviembre de 2006 se realizaron elecciones legislativas en los Estados Unidos. El resultado de los comicios fue el siguiente:
| Partido político                        | Votos      | Porcentaje |
| --------------------------------------- | ---------- | ---------- |
| Partido Demócrata                       | 42.082.311 | 51,97      |
| Partido Republicano                     | 35,674,808 | 44,06      |
| Partido Libertario                      | 650.614    | 0,80       |
| Candidatos independientes               | 436.279    | 0,54       |
| Partido Verde                           | 293.606    | 0,36       |
| Partido de Familias Trabajadoras        | 164.638    | 0,20       |
| Partido por la Independencia de América | 135.027    | 0,17       |
| Partido de la Constitución              | 128.655    | 0,16       |
| Partido de la Reforma                   | 53.862     | 0,07       |
| Otros partidos                          | 210,884    | 0,26       |
|                                         |            |            |
| Total de votos                          | 80.975.537 | 100%       |